# Берездівська сільська рада
Березді́вська сільська́ ра́да — орган місцевого самоврядування Берездіської сільської громади у Шепетівському районі Хмельницької області. Адміністративний центр — село Берездів.

## Населені пункти
Сільській раді підпорядковані населені пункти:
- с. Берездів
- с. Зубівщина
- с. Михайлівка
- с. Модестівка
- с. Селичів

## Склад ради
Рада складається з 16 депутатів та голови.
- Голова ради: Васьківський Віктор Вініамінович
- Секретар ради: Яцюк Марина Леонідівна

### Керівний склад попередніх скликань
| Прізвище, ім'я, по батькові      | Основні відомості                                                                      | Дата обрання | Дата звільнення |
| -------------------------------- | -------------------------------------------------------------------------------------- | ------------ | --------------- |
| Іванчук Веніамін Романович       | Сільський голова, 1937 року народження, освіта вища                                    | 26.06.1994   | 02.01.2001      |
| Васьківський Віктор Веніамінович | Сільський голова, 1960 року народження, член Комуністичної партії України              | 26.03.2006   | 31.10.2010      |
| Васьківський Віктор Вініамінович | Сільський голова, 1960 року народження, освіта вища, член Комуністичної партії України | 31.10.2010   |                 |

Примітка: таблиця складена за даними сайту Верховної Ради України

### Депутати
За результатами місцевих виборів 2010 року депутатами ради стали:

#### За суб'єктами висування
| Суб'єкт висування           | Кількість обраних депутатів | %    |
| --------------------------- | --------------------------- | ---- |
| Самовисування               | 9                           | 56,3 |
| Народна партія              | 4                           | 25   |
| Комуністична партія України | 3                           | 18,8 |

#### За округами
| № округу                    | Прізвище, ім'я, по батькові    | Дата визнання обраним | Освіта  | Партійна приналежність            | Відомості про обраного депутата                    |
| --------------------------- | ------------------------------ | --------------------- | ------- | --------------------------------- | -------------------------------------------------- |
| Комуністична партія України |                                |                       |         |                                   |                                                    |
| 1                           | Козлюк Валентин Дмитрович      | 01.11.2010            | вища    | член Комуністичної партії України | Фермерське господарство “Берездів", комірник       |
| 5                           | Ніжнік Наталія Миколаївна      | 01.11.2010            | вища    | позапартійна                      | с.Берездів, бухгалтер                              |
| 10                          | Лук’яниця Валентина Іванівна   | 01.11.2010            | вища    | член Комуністичної партії України | школа-інтернат                                     |
| Народна Партія              |                                |                       |         |                                   |                                                    |
| 3                           | Савченко Василь Володимирович  | 01.11.2010            | вища    | член Народної партії              | Берездівський навчально-виховний комплекс, вчитель |
| 7                           | Стасюк Тетяна Анатоліївна      | 01.11.2010            | вища    | член Народної партії              | Берездівська допоміжна школа-інтернат, вчитель     |
| 14                          | Гриценюк Валентина Сергіївна   | 14.11.2010            | вища    | член Народної партії              | Берездівська допоміжна школа-інтернат, вчитель     |
| 15                          | Стасюк Валентина Миколаївна    | 01.11.2010            | вища    | член Народної партії              | школа-інтернат, вихователь                         |
| Самовисування               |                                |                       |         |                                   |                                                    |
| 2                           | Конончук Валентина Семенівна   | 01.11.2010            | середня | позапартійна                      | ТВП “Берездів", майстер швейного цеху              |
| 4                           | Ільчук Алла Володимирівна      | 01.11.2010            | середня | позапартійна                      | ТВП “Берездів", продавець                          |
| 6                           | Прилуцька Надія Василівна      | 01.11.2010            | вища    | позапартійна                      | с Берездів, продавець                              |
| 8                           | Яцюк Марина Леонідівна         | 01.11.2010            | вища    | позапартійна                      | тимчасово не працює                                |
| 9                           | Яцюк Петро Іванович            | 01.11.2010            | вища    | позапартійний                     | настоятель храму                                   |
| 11                          | Юрочкін Людвіг Тадеушович      | 01.11.2010            | вища    | позапартійний                     | водій                                              |
| 12                          | Стеранюк Володимир Миколайович | 14.11.2010            | середня | позапартійний                     | тимчасово не працює                                |
| 13                          | Юрочкіна Ірина Петрівна        | 01.11.2010            | вища    | позапартійна                      | Берездівська ТВП, продавець                        |
| 16                          | Бойчак Олексій Павлович        | 01.11.2010            | середня | позапартійний                     | с.Селичів, комірник                                |

## Населення
Згідно з переписом УРСР 1989 року чисельність наявного населення сільської ради становила 2493 особи, з яких 1145 чоловіків та 1348 жінок.
За переписом населення України 2001 року в сільській раді мешкали 2223 особи.

### Мова
Розподіл населення за рідною мовою за даними перепису 2001 року:
| Мова       | Відсоток |
| ---------- | -------- |
| українська | 99,37 %  |
| російська  | 0,49 %   |
| білоруська | 0,13 %   |